# Баранники (Кобелякский район)
Баранники (укр. Баранники) — село, Шенгуровский сельский совет, Кобелякский район, Полтавская область, Украина.
Код КОАТУУ — 5321888002. Население по данным 1989 года составляло 30 человек.
Село ликвидировано в 1999 году.
Село находилось на расстоянии в 1 км от села Коваленковка.